# Latasha Khan
Latasha Khan (* 20. Januar 1973 in Seattle) ist eine ehemalige US-amerikanische Squashspielerin.

## Karriere
Latasha Khan begann ihre Karriere 1992 und gewann zehn Titel auf der WSA World Tour. Ihre höchste Platzierung in der Weltrangliste erreichte sie mit Rang 18 im Januar 2000. 1997 wurde sie Panamerikameisterin im Einzel. Bei den Panamerikanischen Spielen gewann sie insgesamt vier Medaillen. 1999 gewann sie in Winnipeg Bronze im Einzel sowie Silber mit der Mannschaft. Bei den Spielen in Santo Domingo 2003 errang sie sowohl im Einzel als auch mit der Mannschaft die Goldmedaille. Mit der US-amerikanischen Nationalmannschaft nahm sie 2002, 2004, 2006 und 2010 an Weltmeisterschaften teil. Sie wurde 1998, 2000 sowie von 2002 bis 2006 insgesamt siebenmal US-amerikanischer Meister.
Ihre Schwester Shabana Khan war ebenfalls als Squashspielerin aktiv. Sie hat sechs weitere Geschwister. 2023 wurde sie in die U.S. Squash Hall of Fame aufgenommen.

## Erfolge
- Panamerikameisterin: 1997
- Gewonnene WSA-Titel: 10
- Panamerikanische Spiele: 2 × Gold (Einzel und Mannschaft 2003), 1 × Silber (Mannschaft 1999), 1 × Bronze (Einzel 1999)
- US-amerikanische Meisterin: 7 Titel (1998, 2000, 2002–2006)